# Карбованец
Карбо́ванец (укр. Карбо́ванець) — денежная единица Украинской державы и Украинской Народной Республики в 1918—1920, Рейхскомиссариата Украина в 1942—1944, Украины в 1992—1996 годах. Также украинское название имперского и советского рублей.

## Этимология
Название «карбованец», по одним предположениям, возникло на территории Украины от укр. карбувати — делать зарубки (на дереве) — древнего, примитивного способа записывать долги и хозяйственные расчёты с использованием насечек на палке.
По другим версиям, слово возникло в XVIII веке, когда на протяжении нескольких десятилетий выпускались рублёвые монеты с косыми насечками (карбами) на гурте вместо гуртовых надписей, отчего их и стали называть «карбованцами». В словаре Даля карбованец имеет значение не только серебряный рубль, но и «всякая звонкая монета, особенно серебро, целковый».
На территории Украины наиболее распространена версия, что название «карбованец» происходит из слова укр. карбувати — «чеканить», как указание на процесс изготовления монет и медалей.
В мировом стандарте ISO 4217 название карбованца на английском языке — Karbovanet, в англоязычной версии сайта Национального банка Украины, а также в ряде каталогов — Karbovanets.

## История

### Украинская народная республика (20.11.1917 — 29.04.1918)
В марте 1917 года в Киеве из нескольких политических партий была образована Центральная Рада, которая 20 ноября 1917 года провозгласила создание Украинской Народной Республики.
19 декабря того же года был принят временный закон о выпуске государственных кредитных билетов УНР, согласно которому «кредитные билеты выпускаются в карбованцах, причём один карбованец содержит 17,424 доли чистого золота и делится на 2 гривны или 200 шагов».
5 января 1918 года появилась первая украинская банкнота в 100 карбованцев с подписью директора Госбанка УНР М. И. Кривецкого. Интересно, что трезубец, изображённый на банкноте, был объявлен Государственным гербом УНР только 25 февраля 1918 года. На всех выпущенных банкнотах проставлены одна серия — «АД» и один номер — «185». Это обстоятельство, а также использование для печати бумаги без водяных знаков, объясняет появление в обороте большого количества фальшивых билетов.
24 сентября 1918 года новым правительством гетмана Скоропадского описанная банкнота была изъята из оборота. По одной из версий это объясняется появлением сатирических имитаций, оскорбительных для гетмана (на части сатирических банкнот был изображён он сам в виде казака, держащим в руке вилку и огурец).
По официальному курсу в сентябре 1918 года 1 карбованец равнялся 4 австро-венгерским кронам и 2,3 германским маркам.
30 марта 1918 года Центральная Рада объявила о выпуске знаков государственного казначейства номиналами в 5, 10, 25, 50 карбованцев со сроком действия до 1 марта 1924 года. 6 апреля население Киева впервые увидело 25 карбованцев, несколько позже появилась банкнота в 50 карбованцев; 5 и 10 карбованцев выпущены не были. Население прозвало их «лебедь-юрчиками» (по подписи государственного казначея Х. М. Лебедя-Юрчика, что было отмечено Михаилом Булгаковым:

В столовой стоял столовый стол кверху ножками и пачка Лебедь-Юрчиков лежала на полу, а рядом с ней пачка сегодня только привезённых Василисой со службы из Управления Нижне-Днепровскими шоссейными путями зелёно-жёлтых бумажек.

…на красном сукне пачки продолговатых бумажек — зелёный игральный крап:
Знак державної скарбницi
50 карбованців
ходить нарівнi з кредитовими білетами.
На крапе — селянин с обвисшими усами, вооружённый лопатою, и селянка с серпом. На обороте, в овальной рамке, увеличенные, красноватые лица этого же селянина и селянки. И тут червяками усы вниз, по-украински. И надо всем предостерегающая надпись:
За фальшування карається тюрмою, уверенная подпись: Директор державної скарбницi Лебідь-Юрчик.

Вначале банкноты выходили без обозначения серии и номера. На более поздних выпусках в зависимости от места изготовления указывалась серия АК (Киев) и АО (Одесса).
После взятия Одессы частями белой армии в начале весны 1919 года одесская экспедиция заготовления ценных бумаг продолжала выпуск банкнот в 50 карбованцев. Возмущённое правительство УНР (которого уже не было в Киеве, занятом красными) объявило напечатанные ВСЮР деньги (серия АО, номера 210 и выше) фальшивыми. Впрочем, фальшивых карбованцев было много вследствие низкой защищённости (причём фальшивые банкноты иногда были качественнее, чем настоящие):

…— Фальшува́ння, фальшування, — злобно заворчал он, качая головой, — вот горе-то. А?
Голубые глаза Василисы убойно опечалились. В третьем десятке — раз. В четвёртом десятке — две, в шестом — две, в девятом — подряд три бумажки несомненно таких, за которые Лебідь-Юрчик угрожает тюрьмой. Всего сто тринадцать бумажек, и, извольте видеть, на восьми явные признаки фальшування. И селянин какой-то мрачный, а должен быть весёлый, и нет у снопа таинственных, верных — перевёрнутой запятой и двух точек, и бумага лучше, чем лебідевская. Василиса глядел на свет, и Лебідь явно фальшиво просвечивал с обратной стороны.
— Извозчику завтра вечером одну, — разговаривал сам с собой Василиса, — всё равно ехать, и, конечно, на базар…

В 1920 году советским правительством Украины было изготовлено несколько десятков миллионов банкнот 50 карбованцев для временного использования Галревкомом (Западная Украина). Этот выпуск серии АО имеет номера от 236 до 250.
Следующая эмиссия Центральной Рады, выпущенная 18 апреля 1918 года, включает в себя номиналы в 10, 20, 30, 40 и 50 шагов. При этом Центральная Рада применила старинное название мелких монет, известное ещё в XVI веке. Печатали «шаги» в Киеве листами по 100 штук с перфорацией для упрощения отрыва отдельных банкнот.
В обороте «шаги» находились до марта 1919 года, когда были отменены советской властью. Известно много фальшивых банкнот этого достоинства.

### Украинская Держава (29.04.1918 — 14.12.1918 г.)
Съездом вольных земледельцев 29 апреля 1918 года при активном участии австро-немецких оккупантов царский генерал П. П. Скоропадский был избран гетманом Украины. Было объявлено о низвержении правительства Центральной Рады и образовании Украинской державы.
При Павле Скоропадском и были введены в оборот бумажные «гривны», заказанные ещё Центральной Радой в Германии.
5 августа 1918 года первыми в обороте появились 3,6-процентные облигации внутреннего займа под названием «Билет государственного казначейства». Облигации печатались с 8 купонами — по 4 с каждой стороны. Вначале они должны были играть роль облигаций внутреннего займа. Однако нехватка банкнот в обороте привела к тому, что и облигации, и отдельные купоны в начале 1919 года (при правительстве Директории) стали использовать в качестве денег.
17 октября 1918 года правительство гетмана получило из Германии ещё одну выполненную по акту Центральной Рады эмиссию кредитных билетов стоимостью в 2, 10, 100 и 500 гривен. Несколько позже поступили номиналы 1000 и 2000 гривен, заказанные уже правительством гетмана в связи с увеличившейся на Украине инфляцией. На них стоит название эмитента «Украинская Держава» — так при гетмане называлась Украина.
Гривны были выпущены в оборот 17 октября 1918 года — за 59 дней до падения гетмана.

### Украинская Директория (14.12.1918 — июнь 1920 года)
В ноябре 1918 года пришло к краху и правительство Скоропадского. В ночь на 14 ноября 1918 года в Белой Церкви была образована Украинская Директория в составе В. К. Винниченко, С. В. Петлюры и других, — которая ровно через месяц заняла Киев и восстановила Украинскую Народную Республику. Правительство Директории 16 января 1919 года объявило войну Советской России, что потребовало выпуска в оборот огромных сумм денег.
В Киеве Директория использовала запасы банкнот, выпущенных правительствами Центральной Рады и гетмана.
Военная кампания Директории оказалась неудачной, и наступление советских войск заставило Директорию 5 февраля 1919 года оставить Киев и на некоторое время осесть в Виннице. Там Директория использовала 3,6-процентные облигации внутреннего займа (описанные выше) в качестве платёжного средства. Под давлением советских войск Директория отступает ещё дальше в Тернополь, а затем в Станислав (Ивано-Франковск).
Именно здесь в конце февраля — начале марта 1919 года была напечатана одна из самых неудачных банкнот Украины — 5 гривен. Скомпилированные из различных элементов вышедших ранее украинских банкнот, они были спешным образом напечатаны на серой бумаге. Видимо, именно спешкой объясняется появление банкнот с опечаткой в слове «гривень» (пропущена буква «р»), некоторые из которых попали в оборот.
Последний пункт пребывания Директории — Каменец-Подольск, где она продержалась ещё почти год и выпустила ещё несколько денежных знаков.
Первыми в августе 1919 года вышли банкноты в 100, 250 и 1000 карбованцев, для которых были использованы клише, подготовленные по указанию ещё правительства гетмана.
Одним из лучших украинских денежных знаков того периода является банкнота в 1000 карбованцев. Печатали её в Киеве, в оборот выпустили 13 ноября 1918 года. Изготовление продолжило правительство Директории в октябре 1919 года в Каменец-Подольске и в 1920 году — в Варшаве. Последний выпуск неизвестен.
Несколько позже в оборот были выпущены банкноты более мелких номиналов — 10 карбованцев (август 1919 года) и 25 карбованцев (октябрь 1919 года). Матрица 10 карбованцев была изготовлена ещё при правительстве гетмана, поэтому на лицевой стороне стоят две большие буквы «УД» (Украинская Держава).
Последняя эмиссия Директории была подготовлена в Австрии. Должны были быть выпущены банкноты в 50 и 1000 гривен. Однако они так и остались невыпущенными (известны только несколько пробных экземпляров), так как 20 ноября 1920 года указом председателя Директории С. Петлюры правительство Директории было распущено и надобность в собственной валюте отпала.

### Денежные знаки Украинской ССР в 1919—1920 годах
В конце 1917 года в Харькове было сформировано Украинское Советское правительство, выступившее на стороне Советской России в войне против Центральной Рады. По указанию В. И. Ленина Россия финансировала Украинское Советское правительство. Тем не менее период небывалой инфляции, вызванной гражданской войной и иностранной интервенцией, обусловил нехватку денег, особенно мелких банкнот.
Нарком финансов УССР с ведома и согласия правительства РСФСР решил использовать знак Директории в 10 карбованцев. Клише этого знака и часть заготовленных к выпуску банкнот, но без серии и номеров, были захвачены Красной Армией 5 февраля 1919 года после отступления войск Петлюры из Киева. Советский знак отличается от знака Директории бумагой, краской, водяными знаками и местом нанесения серии и номера.
Был подготовлен к выпуску ещё один денежный знак номиналом в 50 карбованцев с советской символикой. Однако после того, как 1 июня 1919 г. Советская Украина объединилась с Советской Россией, Литвой, Белоруссией и Латвией, была узаконена единая денежная единица — рубль РСФСР. Необходимость в выпуске собственных денег отпала, и банкнота в 50 карбованцев известна только по единичным пробным экземплярам.

### Карбованецрейхскомиссариата Украина
Выпускались немецким оккупационным Центральным эмиссионным банком Украины, организованным германскими властями в Ровно в марте 1942 и имевшим филиалы в областных центрах, начиная с марта 1942 года, девятью номиналами от 1 до 500 крб.
Достоверных данных об объёме эмиссии Центрального эмиссионного банка нет.
Обращались на оккупированной территории западной и центральной Украины параллельно с оккупационными рейхсмарками (10 карбованцев = 1 рейхсмарка), причём на территории генерал-губернаторства (Польша), в зоне румынской оккупации, в тыловых зонах ответственности немецких армий и в Рейхе хождения не имели.
На востоке Украины имели весьма слабое распространение.

### Карбованец украинских повстанцев
Выпускались ОУН и УПА под названием «бофоны» («на боевой фонд»).
Эмиссия централизовано не регулировалась.
Отличались разнообразием, к работе над купюрами привлекались выдающиеся художники-графики.

### Советский Союз
Во времена СССР название «рубль» на украинский язык официально переводилось как укр. карбованець; наименование «карбованець» было указано на советских банкнотах в числе наименований на титульных языках всех республик Союза. Соответственно обозначениями «крб» маркировались товары, украиноязычная печатная продукция и пр.

### Первые годы независимости
После распада Советского Союза и основания независимого украинского государства, 10 января 1992 года были введены купоно-карбованцы. Интересна история возникновения такого названия.
В советской экономике, построенной на фиксированных ценах, периодически проявлялся дефицит отдельных товарных групп. В конце 1980-х годов дефицитными стали многие товары (особенно импортные), включая продовольственные. Для борьбы с дефицитом во многих регионах СССР были введены талоны или купоны, которые были призваны нормировать потребление, прежде всего, товаров первой необходимости (например, мыла, сахара, и так далее). Одноразовые отрезные купоны на основные непродовольственные и дефицитные продовольственные товары на Украине были введены в ноябре 1990 года и печатались до декабря 1991 года на листах формата А4 как с водяными знаками, так и без них.

Купоны имели силу только в неотрезанном состоянии (в листах) и с печатью организации (отделения почты, института, завода, сберкассы), их выдавшей, — в центральной (неотрезной) части листа. Отрезанные купоны и без печатей в центре листов были недействительны.
Они выдавались вместе с зарплатой и должны были гаситься (прокалываться либо штамповаться) в магазине. Для покупки товара, на который были введены купоны Украины, необходимо было заплатить его стоимость (в рублях) и отдать купоны номиналом в цену соответствующего товара. Талоны были номинированы в единицах товара (например, на 2 кг сахара, 1 бутылку водки, 10 пачек сигарет), а купоны — в советских рублях (крб.) Талоны имели ограниченный срок действия (как правило, 1 месяц), а купоны — 6 месяцев. Номиналы листов купонов были 50, 75, 100, 150(?) и 200 рублей. С января по сентябрь 1991 на купонах печаталась область, например, ХАР — Харьковская, ДОН — Донецкая; с октября по декабрь 1991 купоны были едины для всей Украины.
12 января 1992 года, со введением купоно-карбованца, отрезные купоны прекратили хождение.
С целью оптимизации торгового обращения предполагалось введение купонов многоразового обращения, что позволило бы сократить расходы на их печать и не ограничивало бы советских граждан по срокам использования купонов (то есть отсутствие указания периода, в течение которого купон должен быть использован). Такие купоны были напечатаны, однако их введение оказалось несколько иным, чем первоначально планировалось.
В силу острой нехватки наличной денежной массы (то есть банкнот советских рублей), было решено ввести другие (неотрезные) купоны, которые могли иметь отдельный от банкнот оборот. Номинированные в рублях (укр. карбованець), именованные как купоны (слово «Купон» указано на лицевой стороне и было сделано шрифтом, очень похожим на шрифт Playboy 1975 года). Эти денежные единицы получили название купоно-карбованцы. В силу того что первоначально купоно-карбованцы не предполагалось использовать как самостоятельную денежную единицу, они имели низкий уровень защиты от подделок (из защиты на них были только водяные знаки) и быстро протирались по сгибам. Номера на выпуске 1991 года отсутствовали, а на выпусках 1992—1993 годов были весьма необычными: номер состоял из дроби (это был номер замещения купюры) и обычного номера, а буквенной серии там не было вообще. Выпуски 1994—1996 годов имели уже буквенно-цифровую нумерацию.
Первое время с момента введения купоно-карбованцев они и советские рубли использовались как параллельные денежные единицы: купоно-карбованцы принимались к уплате за любые товары и услуги, а советские рубли — к уплате лишь за непродовольственные товары и услуги. Соответственно, фиксированная часть зарплаты выплачивалась в купоно-карбованцах, а остальное — в рублях. Разменные монеты (копейки) были только советского образца. Впрочем, когда начиная с весны 1992 года курс купона стал ниже советского рубля, рубль постепенно «вымылся» из официального оборота, переместившись на «чёрный рынок».

В связи с проведением в России в 1993 году денежной реформы с 17 июля 1993 года хождение советских рублей было прекращено, и купоно-карбованец стал исключительной денежной единицей Украины (не считая теневой экономики, в которой доминировал доллар).
В 1992—1995 годах купоно-карбованцы подверглись гиперинфляции. Среднегодовой курс в 1992 году был 135 купонов за одну немецкую марку, в 1995 году за одну марку давали уже 102 886 купонов.
В связи с инфляцией Постановлениями Кабинета министров Украины и Национального банка Украины периодически проводились округления розничных цен и тарифов на товары, работы и услуги, а также предписывалось округлённое ведение всех расчётов стоимостных показателей (начисление налогов, иных обязательных платежей, заработной платы, пенсий, помощи и так далее) в первичных учётных документах и соответственно изъятие из оборота купонов:
- с 1 января 1994 года — цены и расчёты округляются до сумм, кратных 10 крб.[13]
- c 1 июня 1994 года — цены и расчёты округляются до сумм, кратных 50 крб.[14]
- с 1 сентября 1994 года — цены и расчёты округляются до сумм, кратных 100 крб.[15]
- с 1 октября 1994 года — купоны номиналом 1, 3, 5, 10, 25 и 50 крб. являются неплатёжными
- с 1 февраля 1995 года — цены и расчёты округляются до сумм, кратных 500 крб.[16]
- с 15 марта 1995 года — купоны номиналом 100 и 200 крб. являются неплатёжными
- с 1 июля 1995 года — цены и расчёты округляются до сумм, кратных 1000 крб.[17]
- с 1 сентября 1995 года — купоны номиналом 500 крб. являются неплатёжными

При этом купоны, объявленные неплатёжными, принимались без ограничения банками от населения для обмена на купоны больших номиналов; кассовые остатки принимались от предприятий для зачислений на счета на протяжении одной недели.
| Средний курс национальной денежной единицы Украины к иностранным валютам (1992—1995 — карбованцы, с 1996 — гривны) | Средний курс национальной денежной единицы Украины к иностранным валютам (1992—1995 — карбованцы, с 1996 — гривны) | Средний курс национальной денежной единицы Украины к иностранным валютам (1992—1995 — карбованцы, с 1996 — гривны) | Средний курс национальной денежной единицы Украины к иностранным валютам (1992—1995 — карбованцы, с 1996 — гривны) | Средний курс национальной денежной единицы Украины к иностранным валютам (1992—1995 — карбованцы, с 1996 — гривны) | Средний курс национальной денежной единицы Украины к иностранным валютам (1992—1995 — карбованцы, с 1996 — гривны) | Средний курс национальной денежной единицы Украины к иностранным валютам (1992—1995 — карбованцы, с 1996 — гривны) | Средний курс национальной денежной единицы Украины к иностранным валютам (1992—1995 — карбованцы, с 1996 — гривны) | Средний курс национальной денежной единицы Украины к иностранным валютам (1992—1995 — карбованцы, с 1996 — гривны) |
| | 1992 | 1993 | 1994 | 1995 | 1996 | 1997 | 1998 | 1999 |
| --- | --- | --- | --- | --- | --- | --- | --- | --- |
| 1 доллар США | 208 | 4539 | 31700 | 147307 | 1,8295 | 1,8617 | 2,4495 | 4,1304 |
| 1 немецкая марка                                                                                                   | 135 | 2731 | 20250 | 102886 | 1,2164 | 1,0761 | 1,4069 | 2,2463 |
| 1 фунт стерлингов                                                                                                  | 346 | 6834 | 49356 | 232150 | 2,8564 | 3,0508 | 4,0689 | 6,6845 |
| 10 российских рублей                                                                                               | — | 45,6 | 125,7 | 324,4 | 3,58 | 3,22 | 2,87 | 1,67 |

Леонид Кучма, бывший в 1992 году премьер-министром, а с 1994 года президентом, так (в 2006) отозвался об этой денежной единице: «Обломок когда-то монолитного советского поезда ещё катился по рельсам, хотя всё медленнее… Если бы мне тогда сказали, что будет через два года!.. Наши купоны будут валяться по улицам, обесцениваясь с каждой минутой. Будут накапливаться колоссальные долги за газ России. Страна по существу станет банкротом.»
25 августа 1996 года президент Кучма подписал указ о денежной реформе, результатом которой было введение денежной единицы под названием «гривна» (укр. гривня), первые банкноты которой были отпечатаны в Канаде в 1992 году. Карбованец ходил параллельно с гривной со 2 по 16 сентября 1996 года, после чего был изъят из обращения, но ещё долго подлежал обмену на гривну в банках без каких-либо ограничений. Обмен производился по курсу 1 гривна за 100 000 купоно-карбованцев при курсе доллара 176 100 купоно-карбованцев за 1 доллар США.

## Банкноты

### Банкноты образца 1991 года
На лицевой стороне банкнот — фрагмент памятника основателям Киева. На оборотной — изображение Софийского собора в Киеве.
| Серия 1991 года                               | Серия 1991 года   | Серия 1991 года | Серия 1991 года | Серия 1991 года                                                                                           | Серия 1991 года | Серия 1991 года         | Серия 1991 года           | Серия 1991 года           |
| Изображение                                   | Изображение       | Номинал         | Размеры (мм)    | Основные цвета                                                                                            | Описание        | Описание                | Даты                      | Даты                      |
| Лицевая сторона                               | Оборотная сторона | Номинал         | Размеры (мм)    | Основные цвета                                                                                            | Лицевая сторона | Оборотная сторона       | выпуска                   | изъятия                   |
| --------------------------------------------- | ----------------- | --------------- | --------------- | --- | --------------- | ----------------------- | ------------------------- | ------------------------- |
|                                               |                   | 1               | 105×53          | светло-коричневый                                                                                         | Лыбедь          | Софийский собор в Киеве | 10 января 1992            | 1 октября 1994            |
|                                               |                   | 3               | 105×53          | серо-зелёный                                                                                              | Лыбедь          | Софийский собор в Киеве | 10 января 1992            | 1 октября 1994            |
|                                               |                   | 5               | 105×53          | синий | Лыбедь          | Софийский собор в Киеве | 10 января 1992            | 1 октября 1994            |
|                                               |                   | 10              | 105×53          | розовый                                                                                                   | Лыбедь          | Софийский собор в Киеве | 10 января 1992            | 1 октября 1994            |
|                                               |                   | 25              | 105×53          | фиолетовый                                                                                                | Лыбедь          | Софийский собор в Киеве | 10 января 1992            | 1 октября 1994            |
|                                               |                   | 50              | 105×53          | зелёный                                                                                                   | Лыбедь          | Софийский собор в Киеве | 10 января 1992            | 1 октября 1994            |
|                                               |                   | 100             | 105×53          | коричневый                                                                                                | Лыбедь          | Софийский собор в Киеве | 10 января 1992            | 15 марта 1995             |
|                                               |                   | 250             | 105×53          | 8 разновидностей цветов: красный, оранжевый, коричневый, оливковый, бирюзовый, голубой, синий, фиолетовый | Лыбедь          | Софийский собор в Киеве | В обращении не находились | В обращении не находились |
|                                               |                   | 500             | 105×53          | 8 разновидностей цветов: красный, оранжевый, коричневый, оливковый, бирюзовый, голубой, синий, фиолетовый | Лыбедь          | Софийский собор в Киеве | В обращении не находились | В обращении не находились |
| Масштаб изображений — 1 пиксель на миллиметр. |                   |                 |                 | |                 |                         |                           |                           |

### Банкноты образца 1992—1996 годов
| Серия 1992—1996 годов                         | Серия 1992—1996 годов | Серия 1992—1996 годов | Серия 1992—1996 годов | Серия 1992—1996 годов       | Серия 1992—1996 годов                                   | Серия 1992—1996 годов                                                                                 | Серия 1992—1996 годов | Серия 1992—1996 годов | Серия 1992—1996 годов |
| Изображение                                   | Изображение           | Номинал               | Размеры (мм)          | Основные цвета              | Описание                                                | Описание                                                                                              | Даты                  | Даты                  | Даты                  |
| Лицевая сторона                               | Оборотная сторона     | Номинал               | Размеры (мм)          | Основные цвета              | Лицевая сторона                                         | Оборотная сторона                                                                                     | выпуска               | печати                | изъятия               |
| --------------------------------------------- | --------------------- | --------------------- | --------------------- | --------------------------- | ------------------------------------------------------- | --- | --------------------- | --------------------- | --------------------- |
|                                               |                       | 100                   | 105×53                | оранжевый                   | памятник основателям Киева                              | Софийский собор в Киеве; круг на свободном от печати месте, вокруг которого кольцо тёмно-серого цвета | 25 мая 1992           | 1992                  | 15 марта 1995         |
|                                               |                       | 200                   | 105×53                | коричневый                  | памятник основателям Киева                              | Софийский собор в Киеве; круг на свободном от печати месте, вокруг которого кольцо тёмно-серого цвета | 22 июня 1992          | 1992                  | 15 марта 1995         |
|                                               |                       | 500                   | 105×53                | сине-зелёный                | памятник основателям Киева                              | Софийский собор в Киеве; круг на свободном от печати месте, вокруг которого кольцо тёмно-серого цвета | 22 июня 1992          | 1992                  | 1 сентября 1995       |
|                                               |                       | 1000                  | 105×53                | фиолетовый                  | памятник основателям Киева                              | Софийский собор в Киеве; круг на свободном от печати месте, вокруг которого кольцо тёмно-серого цвета | 22 июня 1992          | 1992                  | 17 сентября 1996      |
|                                               |                       | 2000                  | 105×53                | синий                       | памятник основателям Киева                              | Софийский собор в Киеве, герб Украины                                                                 | 5 марта 1993          | 1993                  | 17 сентября 1996      |
|                                               |                       | 5000                  | 105×53                | красный                     | памятник основателям Киева                              | Софийский собор в Киеве, герб Украины                                                                 | 5 марта 1993          | 1993                  | 17 сентября 1996      |
|                                               |                       | 5000                  | 105×53                | красный                     | памятник основателям Киева                              | Софийский собор в Киеве, герб Украины                                                                 | 12 февраля 1995       | 1995                  | 17 сентября 1996      |
|                                               |                       | 10 000                | 125×57                | светло-зелёный голубой      | Памятник князю Владимиру Великому в Киеве, герб Украины | фасад здания Национального банка Украины, герб Украины                                                | 17 ноября 1993        | 1993                  | 17 сентября 1996      |
|                                               |                       | 10 000                | 125×57                | светло-зелёный голубой      | Памятник князю Владимиру Великому в Киеве, герб Украины | фасад здания Национального банка Украины, герб Украины                                                | 6 февраля 1995        | 1995                  | 17 сентября 1996      |
|                                               |                       | 10 000                | 125×57                | светло-зелёный голубой      | Памятник князю Владимиру Великому в Киеве, герб Украины | фасад здания Национального банка Украины, герб Украины                                                | 29 января 1996        | 1996                  | 17 сентября 1996      |
|                                               |                       | 20 000                | 125×57                | фиолетовый                  | Памятник князю Владимиру Великому в Киеве, герб Украины | фасад здания Национального банка Украины, герб Украины                                                | 17 ноября 1993        | 1993                  | 17 сентября 1996      |
|                                               |                       | 20 000                | 125×57                | фиолетовый                  | Памятник князю Владимиру Великому в Киеве, герб Украины | фасад здания Национального банка Украины, герб Украины                                                | 7 октября 1994        | 1994                  | 17 сентября 1996      |
|                                               |                       | 20 000                | 125×57                | фиолетовый                  | Памятник князю Владимиру Великому в Киеве, герб Украины | фасад здания Национального банка Украины, герб Украины                                                | 6 февраля 1995        | 1995                  | 17 сентября 1996      |
|                                               |                       | 20 000                | 125×57                | фиолетовый                  | Памятник князю Владимиру Великому в Киеве, герб Украины | фасад здания Национального банка Украины, герб Украины                                                | 29 января 1996        | 1996                  | 17 сентября 1996      |
|                                               |                       | 50 000                | 125×57                | светло-коричневый           | Памятник князю Владимиру Великому в Киеве, герб Украины | фасад здания Национального банка Украины, герб Украины                                                | 17 ноября 1993        | 1993                  | 17 сентября 1996      |
|                                               |                       | 50 000                | 125×57                | светло-коричневый           | Памятник князю Владимиру Великому в Киеве, герб Украины | фасад здания Национального банка Украины, герб Украины                                                | 7 октября 1994        | 1994                  | 17 сентября 1996      |
|                                               |                       | 50 000                | 125×57                | светло-коричневый           | Памятник князю Владимиру Великому в Киеве, герб Украины | фасад здания Национального банка Украины, герб Украины                                                | 6 февраля 1995        | 1995                  | 17 сентября 1996      |
|                                               |                       | 100 000               | 125×57                | серо-зелёный                | Памятник князю Владимиру Великому в Киеве, герб Украины | фасад здания Национального банка Украины, герб Украины                                                | 17 ноября 1993        | 1993                  | 17 сентября 1996      |
|                                               |                       | 100 000               | 125×57                | серо-зелёный                | Памятник князю Владимиру Великому в Киеве, герб Украины | фасад здания Национального банка Украины, герб Украины                                                | 7 октября 1994        | 1994                  | 17 сентября 1996      |
|                                               |                       | 200 000               | 125×57                | жёлтый коричневый бирюзовый | Памятник князю Владимиру Великому в Киеве, герб Украины | здание Национальной оперы Украины им. Тараса Шевченко, герб Украины                                   | 16 мая 1994           | 1994                  | 17 сентября 1996      |
|                                               |                       | 500 000               | 125×57                | голубой фиолетовый жёлтый   | Памятник князю Владимиру Великому в Киеве, герб Украины | здание Национальной оперы Украины им. Тараса Шевченко, герб Украины                                   | 9 декабря 1994        | 1994                  | 17 сентября 1996      |
|                                               |                       | 1000000               | 125×57                | коричневый голубой          | Памятник Тарасу Шевченко                                | здание Киевского национального университета им. Тараса Шевченко, герб Украины                         | 12 мая 1995           | 1995                  | 17 сентября 1996      |
| Масштаб изображений — 1 пиксель на миллиметр. |                       |                       |                       |                             |                                                         | |                       |                       |                       |

## Галерея банкнот

### Карбованцы образца 1917—1919 годов
- 100 карбованцев, аверс (1917)
- 100 карбованцев, реверс (1917)
- 25 карбованцев, аверс (1918)
- 25 карбованцев, реверс (1918)
- 50 карбованцев, аверс (1918)
- 50 карбованцев, реверс (1918)
- 100 карбованцев, аверс (1918)
- 100 карбованцев, реверс (1918)
- 250 карбованцев, аверс (1918)
- 250 карбованцев, реверс (1918)
- 1000 карбованцев, аверс (1918)
- 1000 карбованцев, реверс (1918)
- 10 карбованцев, аверс (1919)
- 10 карбованцев, реверс (1919)